# Anno (série de jeux vidéo)
Pour les articles homonymes, voir Anno.
Anno est une série de jeux vidéo de gestion/stratégie en temps réel.
La plupart des titres de la série a été développée par Max Design puis par Related Designs. L'éditeur chargé de la distribution des jeux et détenteur de la licence était Sunflowers, jusqu'à son rachat en 2007 par Ubisoft.
La somme des chiffres qui forment ensemble l'année présente dans le titre du jeu égale toujours 9 (1+6+0+2 = 9, 1+5+0+3 = 9, 1+7+0+1 = 9, etc.).

## Jeux
| Année | Titre                                           | Type               |
| ----- | ----------------------------------------------- | ------------------ |
| 1998  | Anno 1602                                       | Jeu principal      |
| 1998  | Anno 1602 : Nouvelles Îles, Nouvelles Aventures | Extension          |
| 1999  | Anno 1602 : Au nom des rois                     | Extension          |
| 2002  | Anno 1503                                       | Jeu principal      |
| 2004  | Anno 1503 : Trésors, Monstres et Pirates        | Extension          |
| 2006  | Anno 1701                                       | Jeu principal      |
| 2007  | Anno 1701 : La Malédiction du dragon            | Extension          |
| 2009  | Anno : Créez votre monde                        | Jeu principal      |
| 2009  | Anno 1404                                       | Jeu principal      |
| 2010  | Anno 1404 : Venise                              | Extension          |
| 2010  | Anno: The Harbor                                | Jeu mobile         |
| 2011  | Anno 2070                                       | Jeu principal      |
| 2012  | Anno 2070 : En eaux profondes                   | Extension          |
| 2013  | Anno Online                                     | Jeu par navigateur |
| 2015  | Anno 2205                                       | Jeu principal      |
| 2015  | Anno 2205: Asteroid Miner                       | Jeu mobile         |
| 2016  | Anno 2205 : Toundra                             | Extension          |
| 2016  | Anno 2205 : Orbit                               | Extension          |
| 2016  | Anno 2205 Frontiers                             | Extension          |
| 2019  | Anno 1800                                       | Jeu principal      |
| 2019  | Anno 1800 : Le passage                          | Extension          |
| 2019  | Anno 1800 : Trésor Englouti                     | Extension          |
| 2019  | Anno 1800 : Le passage                          | Extension          |
| 2020  | Anno 1800 : Terre des lions                     | Extension          |
| 2020  | Anno 1800 : Le Capitole                         | Extension          |
| 2020  | Anno 1800 : Révolution Agricole                 | Extension          |
| 2021  | Anno 1800 : Port d'attache                      | Extension          |
| 2021  | Anno 1800 : Vers les sommets                    | Extension          |
| 2021  | Anno 1800 : Saison touristique                  | Extension          |
| 2022  | Anno 1800 : Graines du changements              | Extension          |
| 2022  | Anno 1800 : Empires des Cieux                   | Extension          |
| 2022  | Anno 1800 : De nouveau horizons                 | Extension          |
| 2025  | Anno 117 : Pax Romana                           | Jeu principal      |

## Ventes
Au moment du rachat de Sunflowers par Ubisoft, les trois premiers épisodes de la série s'étaient vendus à 5 millions d'exemplaires. En 2016, la série s'était écoulée à plus de 9 millions d'exemplaires.